# Dekanat Łódź
Dekanat Łódź – jeden z 3 dekanatów diecezji łódzko-poznańskiej Polskiego Autokefalicznego Kościoła Prawosławnego.

## Parafie
W skład dekanatu wchodzą 4 parafie:
- parafia Świętych Apostołów Piotra i Pawła w Kaliszu
  - cerkiew Świętych Apostołów Piotra i Pawła w Kaliszu
- parafia św. Aleksandra Newskiego w Łodzi
  - sobór św. Aleksandra Newskiego w Łodzi
  - cerkiew św. Olgi w Łodzi
  - cerkiew Zaśnięcia Najświętszej Maryi Panny w Łodzi
  - kaplica Zmartwychwstania Pańskiego w Łodzi
  - Punkt Duszpasterski pw. Ikony Matki Bożej Wszystkich Strapionych Radość w Pabianicach[2]
- parafia Wszystkich Świętych w Piotrkowie Trybunalskim
  - cerkiew Wszystkich Świętych w Piotrkowie Trybunalskim
- parafia św. Mikołaja w Poznaniu
  - cerkiew św. Mikołaja w Poznaniu